# 細川賴春
細川賴春（日语：／ Hosokawa Yoriharu，1304年—1352年4月5日）是日本鎌倉時代後期至南北朝時代的武將、守護大名，室町幕府侍所頭人、阿波、伊予、備後、日向、越前守護，細川氏一門室町幕府管領家之祖，父親是細川公賴，兄長是細川和氏，弟弟是細川師氏，兒子是細川賴之、細川詮春、細川賴有、細川賴元和細川滿之，官位是從四位下讚岐守、刑部大輔。

## 生涯
鎌倉時代後期的元弘元年（1331年），後醍醐天皇發動討伐鎌倉幕府的元弘之變，隨著足利尊氏在元弘3年（1333年）舉兵，賴春便與兄長和氏一同參戰。尊氏最初代表幕府出戰時，被要求將嫡子千壽王（後來的室町幕府第2任將軍足利義詮）留在鎌倉。其後，尊氏靠攏後醍醐天皇後，千壽王成功逃離鎌倉，並且在武藏與進攻鎌倉的新田義貞。攻佔鎌倉後，尊氏讓賴春三兄弟輔佐年僅4歲的千壽王。然而，細川三兄弟與義貞不和，促使義貞離開鎌倉上洛。
頼春憑其功績在建武新政後的建武政權下擔任藏人。建武2年（1335年）中先代之亂爆發，尊氏趁機背叛建武政權，細川氏亦追隨足利氏，後來尊氏未能成功奪回京都而流落至九州時，派賴春與其兄長和氏、堂兄弟細川顯氏前往四國地方。細川氏平定四國後，在建武3年（1336年）在湊川之戰中匯合尊氏軍與義貞和楠木正成等人戰鬥，為建立足利政權作出貢獻。在京都內野（現京都市上京區內）以及進入南北朝時代後跟從斯波高經攻打流落至北陸地方的南朝的義貞等戰事中，賴春也有參加。延元3年或歷應元年（1338年），在越前金崎城爆發的金崎之戰中，賴春亦有參戰，最終成功擊敗尊良親王等人而獲勝。
建立室町幕府後同年，賴春讓曾經在鎌倉時代擔任守護的小笠原氏在其手下效力，並且進攻中國和四國一帶的南朝軍，後來甚至參與在關東的戰事。興國2年或曆應4年（1341年），賴春獲任命為阿波和備後守護。翌年，南朝的義貞之弟脇屋義助死去，賴春便乘機進攻伊予，並且成為伊予守護，將大館氏等南朝軍趕出伊予，而且鎌倉時代以來伊予的豪族河野氏對立。同年，和氏死去後，賴春擔任其侄子細川清氏的後見人。正平3年或貞和4年（1348年）四條畷之戰爆發，賴春亦有參戰，最終成功擊敗楠木正行立下戰功。
觀應年間，將軍尊氏與其弟足利直義不和，從而引發觀應之亂，賴春最初附屬於直義的陣營，後來改為靠攏尊氏。成為日向守護後，擔任四國守護的賴春，作為高師直派的一員，在京都周圍與直義軍交戰，後來曾經是直義派的斯波高經失去越前守護一職。此事作為遠因，導致細川氏與三管領家之一的斯波氏對立。其後，賴春在尊氏前往鎌倉期間留在京都輔佐義詮。
及後，賴春亦有出兵九州討伐直義派的足利直冬（尊氏庶子，直義養子），並且在師直失勢後討伐出走的顯氏。後來南朝軍取得優勢，賴春為了與其對抗対抗，前往分國阿波讓紀伊水軍的安宅氏從國人眾轉化成被官，但是招致一宮氏等小笠原氏一族的反抗。賴春與靠攏南朝勢力的小笠原氏之間的對立，直至其子賴之繼任家督後才結束。
正平7年或文和元年（1352年），南朝的楠木正儀、北畠顯能和千種顯經等人進攻京都，賴春為了保護義詮，在七條大宮（現京都府京都市內）附近戰死，享年49歲。

## 個人
建武元年，後醍醐天皇為了慶祝新政，指名由賴春擔任弓箭手參與射禮，最終賴春全數命中。其後，賴春獲准許昇殿，除了得到天皇讚賞外亦獲賜予御衣。此時，賴春詠唱了以下這首和歌。
給我的這把梓木之弓，就如青柳一樣完美無瑕，因此很快便習慣拉動這把弓。

這首和歌收錄於《風雅和歌集》等的勅撰和歌集。賴春亦被指是京都府長岡京市勝龍寺城的建造者。

## 註解
1. ↑  建武3年（1336年），作為庶流的顯氏已經是河內、和泉、讚岐和土佐的守護，遠超於嫡流的賴春等人。
2. ↑  1336年至1338年由河野通盛，1338年至1342年由岩松賴有出任伊予守護一職。久野（1997）「伊予国守護」pp.360-361
3. ↑  兩家之間的對立直至後來成為管領的細川賴之為止，亦是康曆之變（日语：康暦の政変）的遠因之一。